# Kajuma (biskup Seleucji-Ktezyfonu)
Mar Qajuma był kolejnym, po Mar Tomarsie, biskupem Seleucji-Ktezyfonu. Jego pontyfikat nie zaczął się jednak zaraz po śmierci Mar Tomarsy- dzieli ich kilkuletni wakat na tronie biskupim. Został konsekrowany około 377 roku i swój urząd pełnił do 399 roku. Podobnie jak jego poprzednicy jest uznawany przez kościoły wywodzące się z Kościoła Wschodu, za jednego z tradycyjnych Patriarchów Wschodu.

## Życie
Fragment Kroniki Bar Hebraeusa:

Po Mar Tamuzie, Mar Qajuma. Po śmierci Tamuzy żaden z biskupów nie chciał stanąć na czele chrześcijan w Persji po tym, jak władzę po ojcu objął Bahram, znany z wrogości do chrześcijaństwa. Wakat trwał aż Qajuma postanowił poświęcić się dla Boga i jego kościoła; i został konsekrowany. Po pięciu latach jego pontyfikatu między Arkadiuszem, cesarzem Greków a Jezdegerdem, królem Persów zawarty został pokój. Wówczas Maruta, biskup Maipergat, mądry i rozważny człowiek, został wysłany na dwór szacha aby wyjednać koniec represji. Misja jego zakończyła się sukcesem i dla chrześcijan perskich również zapanował pokój po latach prześladowań. Wówcza Qajuma zwołał wszystkich biskupów wschodu, wśród których był i rzeczony Maruta. Qajuma zwrócił się do zebranych z prośbą aby odwołali go z urzędu biskupiego, mówiąc "Zgodziłem się przyjąć te obowiązki tylko, dlatego że byłem do tego zmuszony okolicznościami- nikt z was bowiem nie chciał się tego podjąć. Teraz jednak, kiedy Bóg ponownie przywrócił pokój swemu kościołowi, uważam  że człowiek taki jak ja- grzeszny i chory- nie nadaje się do kierowania kościołem". Zebrani odmówili złożenia Qajumy z urzędu, ten jednak nie ustępował przyzywając imienia Pana na pomoc. Udało mu się w końcu namówić Marutę aby przekonał pozostałych biskupów do spełnienia jego prośby. Jego abdykacja została przyjęta i wybrano nowego biskupa- Mar Izaaka.